# Szlovénia turizmusa

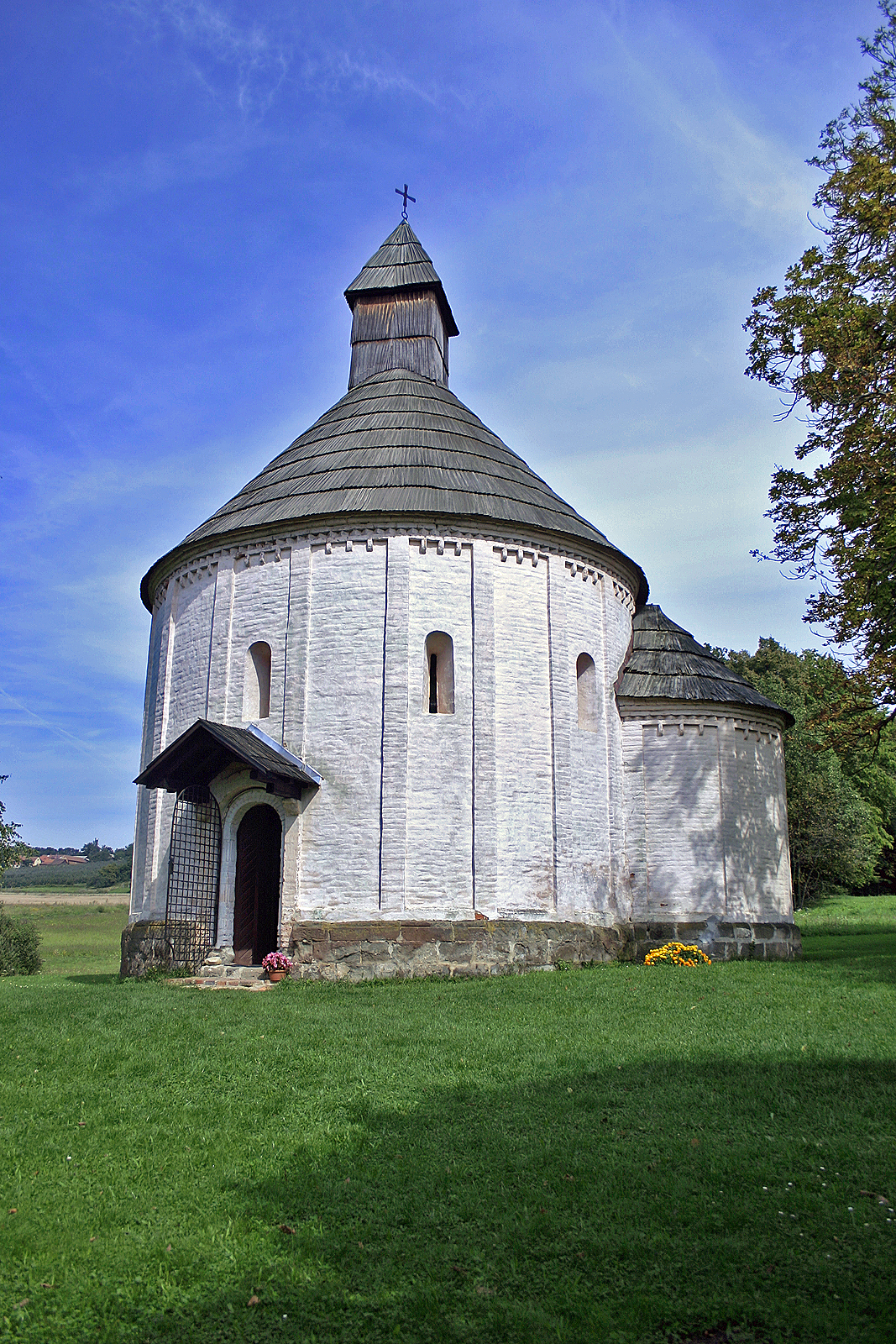
A 13. századi nagytótlaki kerektemplom, Szlovénia

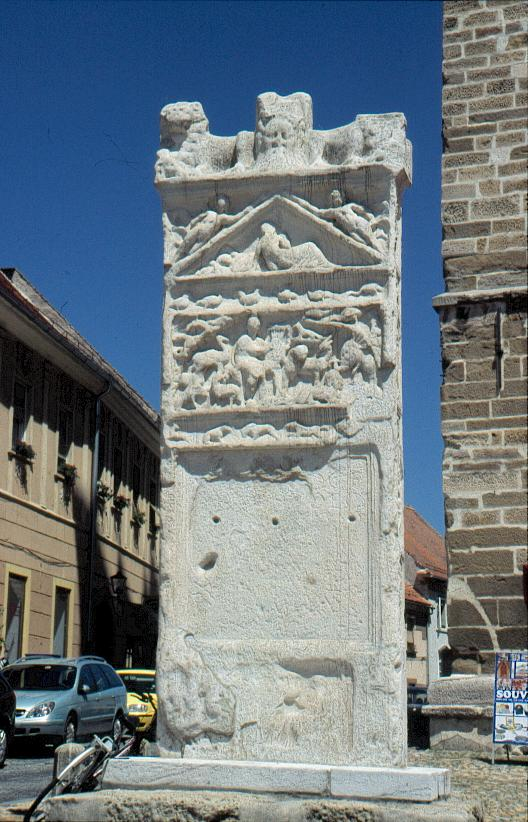
Római kori sírkő Ptuj központjában

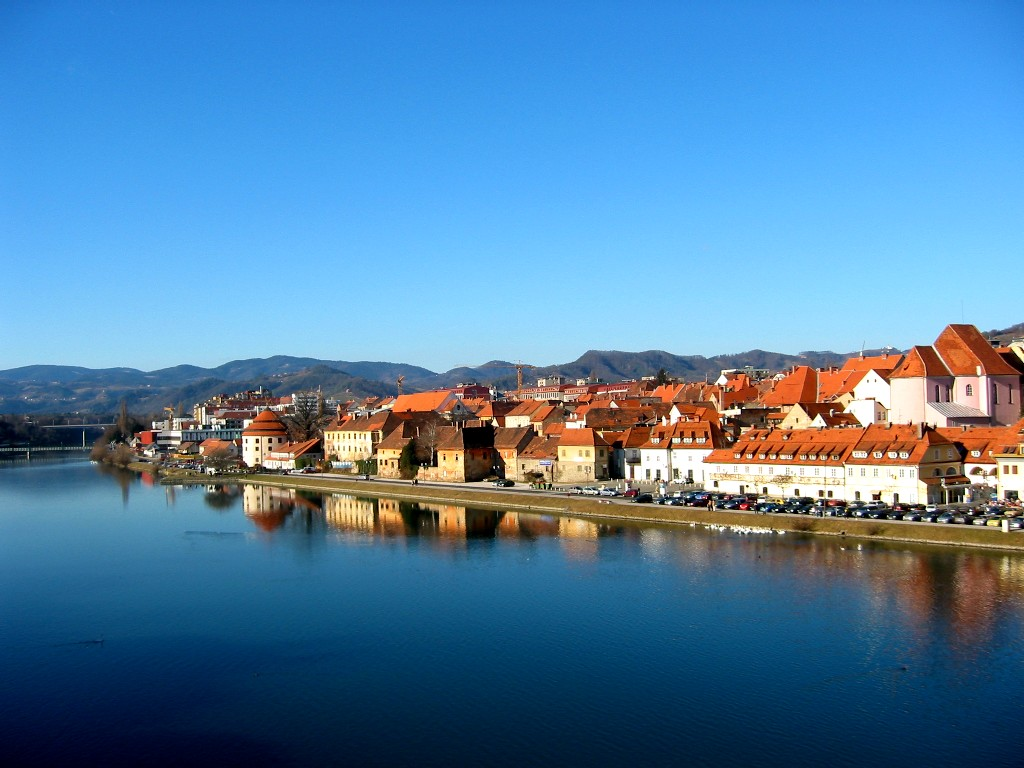
Maribor óvárosa

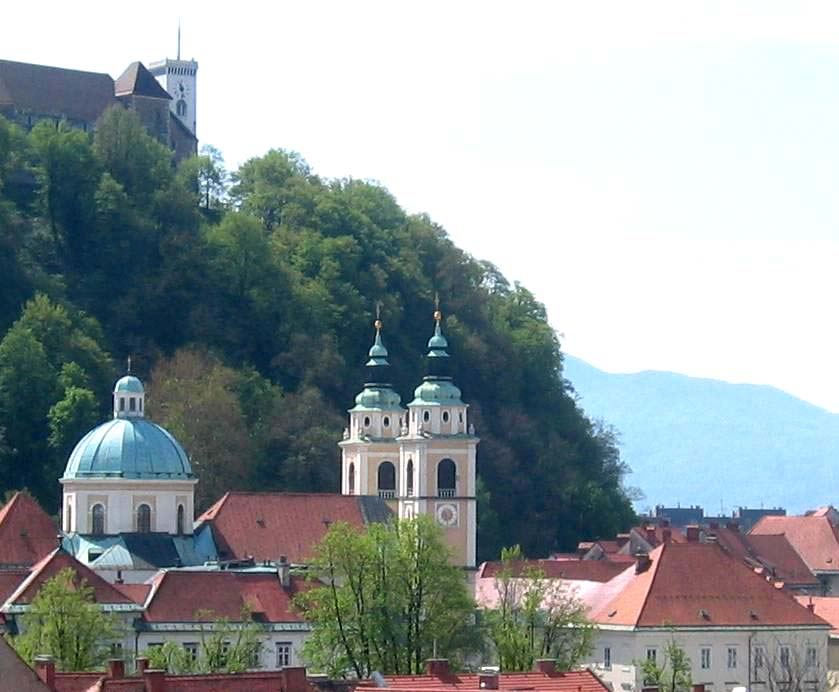
Ljubljana belvárosa a várral

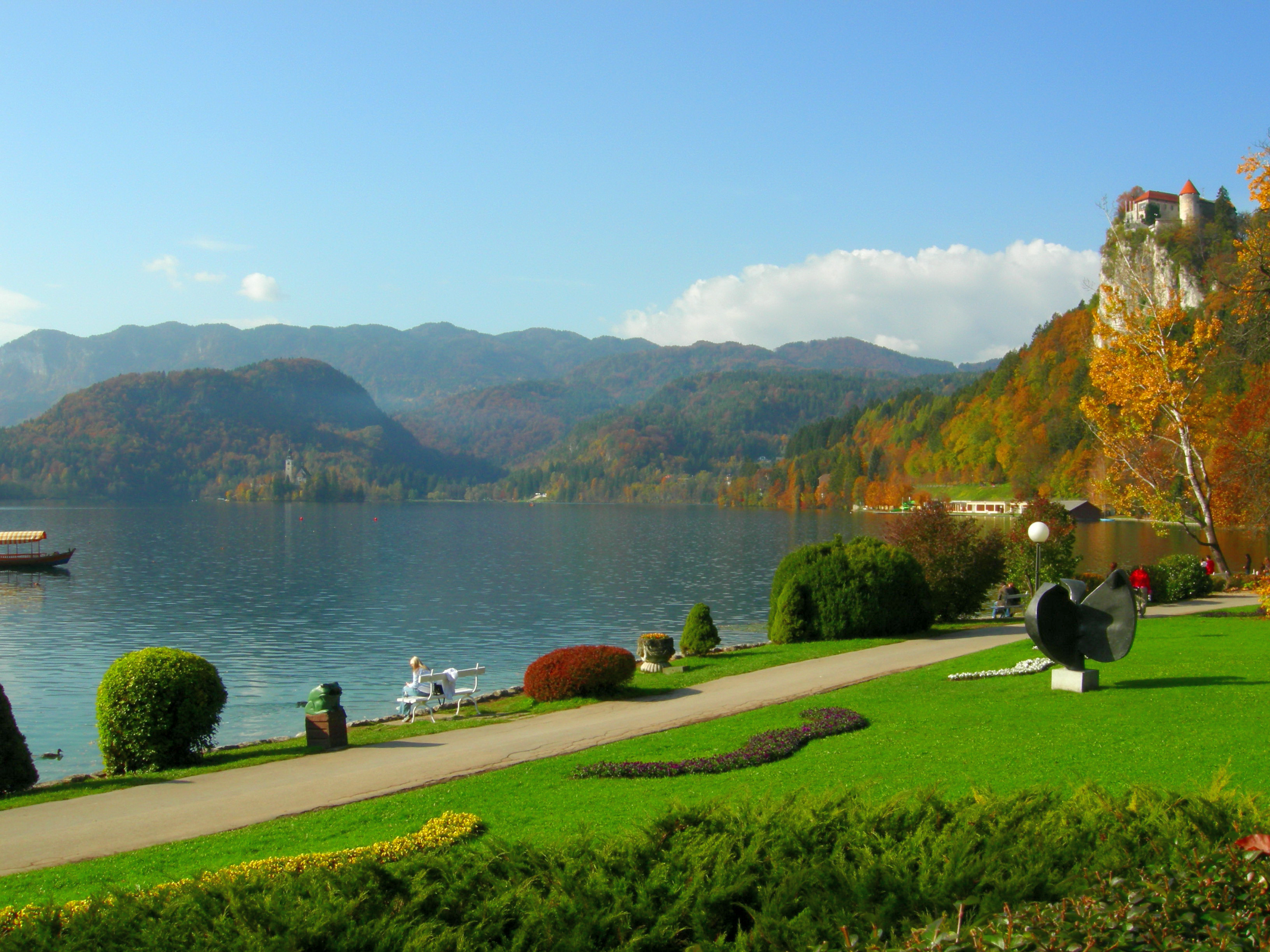
Bledi-tó

Ez a szócikk Szlovénia turizmusát tárgyalja, azon belül az ország turisztikai felosztását, a legfontosabb és legjellegzetesebb turisztikai látnivalókat, a természetjárás, üdülő- és gyógyturizmus fő jellemzőit, valamint a turistáknak nyújtott szolgáltatások, a szállás, étkezés és közlekedés adottságait.

## Látnivalók

### Régió szerint
Muravidék (Prekmurje)
- Lendvai vár és vármúzeum
- Muraszombat: Szapáry-kastély és helytörténeti múzeum
- Felsőlendva: Nádasdy-vár
- Őrség-Rába-Goričko Natúrpark: három országot érintő natúrpark, amely az Őrség és a Vendvidék szlovén-osztrák-magyar határmenti területeit foglalja magába
- Battyánfalva: Batthyány-kastély, kastélypark és lovascentrum
- Nagytótlaki (Selo): Szent Miklós körtemplom (kerekegyház)[1] A 13. századi román stílusú kis épület érintetlenül őrzi eredeti állapotát. Segít képet alkotni arról, milyenek lehettek Magyarország Árpád-kori templomai. Késő gótikus freskói korabeli magyar arcokat, öltözeteket mutatnak be. A kupola festményei a szivárványon álló Krisztust ábrázolják a holddal és nappal. A falakon Krisztus szenvedéstörténete és a szentek sora látható.
- Dobronak-Őrszentvid: Bakónaki-tó
- Filóc: fazekasműhely (fekete kerámia), szalmatetős présházak
- Mártonhely, Szent Márton templom: Aquila János 14. századi freskói és önarcképe
- Bántornya gótikus temploma Aquila János freskóival: Szent Miklós élete, Szent László-legenda.
- Ljutomer egykor németlakta barokk kisváros

Dráva-vidék (Alsó-Stájerország)
- Maribor: 12. századi gótikus székesegyház, reneszánsz városháza, 15. századi vár.
- Ptuj és környéke: Ptuj a Dráva partján fekvő kisváros római kori emlékekkel, gótikus plébániatemplommal és reneszánsz várral. Az Árpád-korban időnként Magyarországhoz is tartozott. A római múlt emléke a plébániatemplom előtt álló hatalmas sírkő. A környék látnivalói a ptuji-tó (Dráva-vízlépcső), Borl vára a Dráva feletti sziklán, valamint Ptujska-Gora, amelynek gótikus templomában 15. századi falképek láthatók.
- Ormosd barokk kisváros, ormosdi-tó (Dráva-vízlépcső) madármegfigyelő-hely
- Dravinja-dombság: Slovenske Konjice és Slovenska Bistrica középkori vára és barokk városközpontja, Žiče 12. századi karthauzi kolostora és vendégháza, Rogaška Slatina gyógyfürdőváros.

Krajna
- Ljubljana
  - A Városi Múzeum római kori emlékeket és a római város, Emona mérethű makettjét mutatja be.
  - Nemzeti Múzeum
  - Tivoli Park
- Bledi-tó: Bled kastélya 800 éves érseki székhely, majd a jugoszláv királyi család rezidenciája volt. "Kívánságok tornya" a Bledi-tó szigetén.
- Bohinj
- Triglav-csúcs, az ország legmagasabb pontja a Júliai-Alpokban, kedvelt kirándulóhely
- A Szlovén karsztvidék barlangjai
  - Postojna-barlang (Postojnska jama) a világ egyik leghíresebb cseppkőbarlangja, a barlangba kisvasút vezet.
  - Škocjan-barlangrendszer (a világörökség része)

Szlovén tengerpart
- Koper középkori városközpontja
- Piran: gótikus lakóházak, középkori városfalak, Tengerészeti Múzeum
- Izola
- Portorož

## Természetjárás
Lásd még: Szlovén hegyi ösvény

## Kulturális események
- június: 
  - Maribori nyári fesztivál (Lent Fesztivál), Szlovénia

## Turisztikai információk, szolgáltatások

### Egyéb hasznos információk
- Szlovéniai utazás.lap.hu - linkgyűjtemény